# Пацевич, Витольд Витольдович
Витольд Витольдович Пацевич (3 мая 1923, Саратов — 2 июня 1987, там же) — советский правовед, кандидат юридических наук, доцент кафедры криминалистики Саратовского юридического института им. Д. И. Курского, специалист в области судебной бухгалтерии и судебной бухгалтерской экспертизы.

## Биография
Витольд Витольдович Пацевич родился в 1923 году в Саратове, в семье музыкантов — тромбониста (впоследствии — профессора Саратовской государственной консерватории) Витольда Петровича Пацевича и альтистки Антонины Петровны Пацевич. Участвовал в Великой Отечественной войне, воевал на 3-м Украинском фронте, демобилизован в звании ефрейтора.
С 1951 года по 1957 год работал народным судьей г. Нальчика.
С 1960 года преподавал на кафедре криминалистики Саратовского юридического института.
В 1969 году защитил диссертацию на соискание ученой степени кандидат юридических наук под руководством доктора юридических наук, профессора Рассейкина Дмитрия Павловича на тему «Использование документов учета и материалов документальных ревизий при расследовании хищений денежных средств, совершенных с использованием кассовых операций». Оппонентами выступали такие видные ученые-криминалисты, как Шаламов Михаил Павлович и Косоплечев Николай Павлович.
В своей работе В. В. Пацевич предложил отойти от классификации недоброкачественных документов на фиктивные и подложные, убрав термин «фиктивные» из научного оборота.
Работал на кафедре криминалистики Саратовского юридического института им. Д. И. Курского. Работал над вопросами производства судебных бухгалтерских экспертиз, тактики и методики расследования преступлений в сфере финансово-хозяйственной деятельности.
Умер в 1987 году в Саратове.

## Некоторые научные публикации

### Авторефераты диссертаций
- Пацевич В. В. Использование документов учета и материалов документальных ревизий при расследовании хищений денежных средств, совершенных с использованием кассовых операций. Автореф. дис. … канд. юрид. наук. — Саратов: Саратовский юридический институт им. Д. И. Курского, 1969. — 20 с.

### Статьи
- Пацевич В. В. Вопросы предупреждения хищений денежных средств // Ученые записки Саратовского юридического института им. Д. И. Курского. Сборник работ соискателей и аспирантов : сборник. — Саратов: Издательство Саратовского юридического института, 1970. — № вып. 19 (ч. 1). — С. 296—304.
- Пацевич В. В. Выявление злоупотреблений с денежными средствами, предназначенными для оплаты командировочных расходов // Актуальные проблемы отраслевых юридических наук : сборник. — Саратов: Издательство Саратовского университета, 1982. — С. 201—205.
- Пацевич В. В. Инвентаризация товарно-материальных ценностей по требованию следственных органов // 50 лет Советской власти и актуальные проблемы правовой науки. Материалы к конференции по итогам научно-исследовательской работы за 1966 г. : сборник. — Саратов, 1967. — С. 196—197.
- Пацевич В. В. Использование кассовых документов при расследовании хищений денежных средств // Ученые записки Саратовского юридического института им. Д. И. Курского. Вопросы уголовного и исправительно-трудового права, уголовного процесса и криминалистики : сборник. — Саратов, 1969. — № 16. — С. 242—252.
- Пацевич В. В. Назначение судебно-бухгалтерской экспертизы при расследовании хищений социалистической собственности // Вопросы теории и практики предварительного следствия в органах внутренних дел. По материалам научно-практической конференции, посвященной десятилетнему юбилею со дня образования предварительного следствия в МВД СССР : сборник. — Саратов, 1973. — С. 88—93.
- Пацевич В. В. Некоторые вопросы назначения судебно-бухгалтерской экспертизы // Актуальные вопросы советской юридической науки : сборник. — Саратов: Издательство Саратовского университета, 1978. — № ч. 2. — С. 153—155.
- Пацевич В. В. Понятие и виды недоброкачественных документов учета // Ученые записки Саратовского юридического института им. Д. И. Курского. Сборник работ соискателей и аспирантов : сборник. — Саратов: Издательство Саратовского юридического института, 1970. — № вып. 19 (ч. 1). — С. 305—312.
- Пацевич В. В. Роль учета в обеспечении конституционного права граждан на негарантированную оплату труда // Проблемы правового статуса личности в уголовном процессе : сборник. — Саратов: Издательство Саратовского университета, 1981. — С. 187—190.
- Пацевич В. В. Судебно-бухгалтерская экспертиза как одна из гарантий от необоснованного привлечения к уголовной ответственности // Вопросы охраны прав личности и укрепления социалистической законности. Материалы научной конференции, март 1966 г. : сборник. — Саратов, 1966. — С. 133—135.
- Пацевич В. В. Хищения денежных средств при операциях с депонентами // Вопросы криминалистики и судебной экспертизы. Межвузовский научный сборник : сборник. — Саратов: Издательство Саратовского университета, 1976. — № вып. 1. — С. 75—80.

## Награды
- Орден Отечественной войны II степени (23.12.1985)[2]
- Медаль «За отвагу» (08.09.1945)[3]
- Медаль «За боевые заслуги» (17.02.1944)[4]